# Pterochlorus tropicalis
Pterochlorus tropicalis là một loài côn trùng trong họ Aphididae. Loài này được van der Goot miêu tả khoa học đầu tiên.
Đây là loài gây hại của cây Castanea mollissima, phát triển phổ biến ở Trung Quốc.